# Semónides de Amorgos

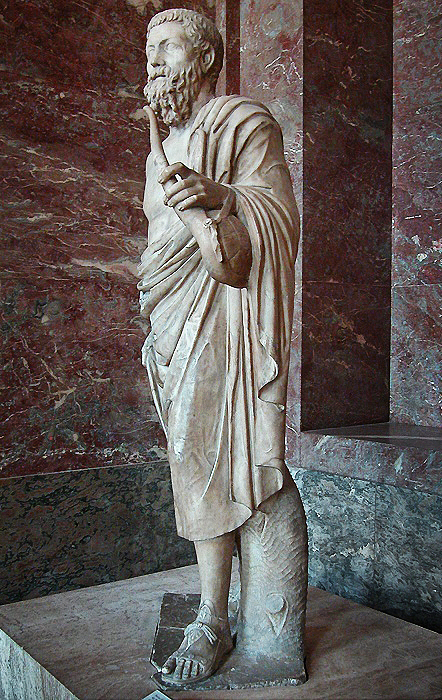
Estatua de un músico lírico.

Semónides de Amorgos (Σημωνίδης ὁ Ἀμοργίνος, isla de Samos, ss. VII - VI a.  C.) fue un poeta yámbico griego, considerado junto con Arquíloco creador de la poesía yámbica o sátira griega, aunque el objeto de sus ataques es más general en el caso del primero que en este.
Según Suidas, Semónides nació en la isla de Samos, pero marchó a la vecina de Amorgos como dirigente de una colonia.
Escribió dos libros de yambos o sátiras y algunas elegías, de los que se conservan 29 fragmentos. El más extenso de los cuales es una sátira misógina titulada El yambo de las mujeres: «El hombre no puede conocer bendición más grande que una buena esposa, ni peor maldición que una mala». Afirma de las malas mujeres que son sucias como cerdos, astutas como zorros, quisquillosas como perros, apáticas como la tierra, veleidosas como la mar, obstinadas como los asnos, incontinentes como las comadrejas, orgullosas como las yeguas de pura sangre o más feas que un mono; por el contrario, las buenas mujeres son hacendosas y melíferas como las abejas.

## Traducciones al español
- Juan Manuel Rodríguez Tobal: El ala y la cigarra. Fragmentos de la poesía arcaica griega no épica. Edición bilingüe. Hiperión, Madrid, 2005.